# Koiranen GP
Koiranen GP est une écurie finlandaise de sport automobile, fondée par Marko Koiranen en 1997.

## Historique

### Les débuts en Scandinavie
Koiranen Bros. Motorsport est fondée en 1997 par les deux frères finlandais Marko et Jari Koiranen. L'écurie prend part au championnat de Finlande de Formule 4 la même année, et court également dans des championnats scandinaves de Formule 3 jusqu'en 2007.

### Domination en Formule Renault 2.0
À partir du milieu des années 2000, Koiranen Motorsport s'engage dans différentes séries de Formule Renault 2.0, comme l'Eurocup Formula Renault 2.0 en 2004 ou la Formula Renault 2.0 NEC en 2006. Valtteri Bottas pilote notamment dans cette discipline en 2007, terminant 3e du championnat.
Le premier titre pilote arrive en 2010 avec Kevin Korjus, qui remporte l'Eurocup Formula Renault 2.0. L'année suivante, l'écurie remporte son premier championnat par équipes. 

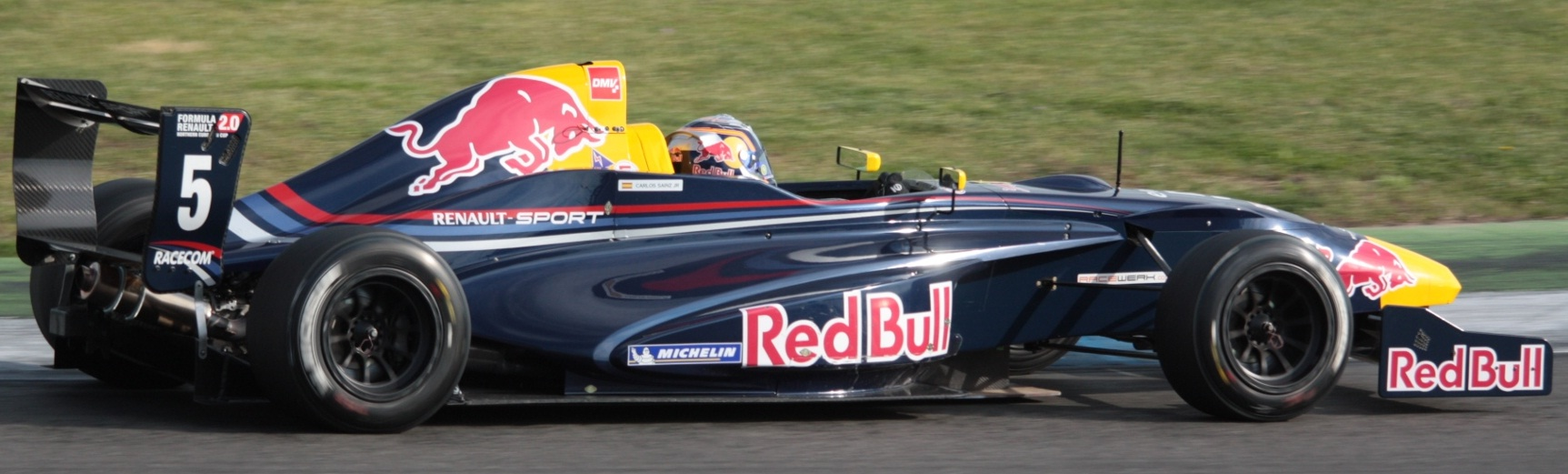
Carlos Sainz Jr. à Hockenheim en 2011.

Toujours en 2011, Red Bull Junior Team signe un partenariat avec Koiranen et place ses deux jeunes pilotes Carlos Sainz Jr. et Daniil Kvyat au sein de l'écurie finnoise. Les deux pilotes (futurs équipiers en Formule 1 chez Toro Rosso) prennent alors part à la saison de Formula Renault 2.0 NEC, que Sainz remporte. La domination de l'écurie est totale et se traduit par vingt podiums en vingt courses dont dix-huit victoires. Kvyat est titré à son tour en 2012, en Formula Renault 2.0 Alps.
En 2014 et 2015, l'écurie reçoit les deux couronnes en Formula Renault 2.0 Alps grâce à Nyck de Vries et Jack Aitken. Koiranen met alors fin à son engagement en Formule Renault afin de se concentrer sur le GP3 Series.

### Un outsider en GP3 Series
Koiranen GP franchit une étape en 2013 et rejoint le GP3 Series, remplaçant Ocean Racing Technology. Kevin Korjus termine 7e du championnat mais ne remporte aucune course, au contraire d'Aaro Vaino qui s'impose à deux reprises. Koiranen GP se classe 3e du championnat pour sa première participation.
Les pilotes changent, avec notamment Carmen Jordá qui devient en 2014 la première femme à piloter pour l'écurie. La meilleure recrue est toutefois le suédois Jimmy Eriksson qui porte l'écurie à bout de bras, signant deux pole positions et deux victoires. Carmen Jordá est remplacée en fin de saison par Dean Stoneman, qui était déjà passé par l'écurie en 2013. En quatre courses, Stoneman obtient une pole position, un meilleur tour, deux victoires et une 2e place. Koiranen termine 4e du championnat.
En 2015, Jimmy Eriksson fait toujours partie de l'écurie et remporte une seule course, à Sotchi. Il se classe 5e tandis que son équipier Matt Parry termine 8e, avec trois podiums. Koiranen finit à la 4e place finale, comme en 2014.
En 2016, l'écurie connaît sa moins bonne saison dans la discipline et termine 5e, malgré deux succès obtenus par Ralph Boschung et Matt Parry. En proie à des problèmes financiers, Koiranen GP quitte le GP3 Series à l'aube de la saison 2017.

## Résultats en GP3 Series
| Saison | Écurie      | Châssis | Moteur | Pilotes                                                                   | Courses disputées | Victoires | Pole positions | Podiums | Records du tour | Points inscrits | Classement |
| ------ | ----------- | ------- | ------ | ------------------------------------------------------------------------- | ----------------- | --------- | -------------- | ------- | --------------- | --------------- | ---------- |
| 2013   | Koiranen GP | Dallara | AER    | Patrick Kujala Aaro Vainio Dean Stoneman Kevin Korjus                     | 16                | 2         | 2              | 8       | 2               | 207             | 3e         |
| 2014   | Koiranen GP | Dallara | AER    | Carmen Jordá Dean Stoneman Jimmy Eriksson Santiago Urrutia                | 18                | 4         | 3              | 11      | 2               | 202             | 4e         |
| 2015   | Koiranen GP | Dallara | AER    | Adderly Fong Matevos Isaakyan Jimmy Eriksson Matt Parry                   | 18                | 1         | 0              | 6       | 0               | 187             | 4e         |
| 2016   | Koiranen GP | Dallara | AER    | Matt Parry Mahaveer Raghunathan Matevos Isaakyan Ralph Boschung Niko Kari | 18                | 2         | 0              | 3       | 1               | 147             | 5e         |